# Аєлет Шакед
Аєлет Шакед, до шлюбу Бен Шауль (івр. איילת שקד; нар. 7 травня 1976) — ізраїльська політична діячка, депутатка кнесету від партії «Єврейський дім» з 2013 до 2018 року, міністр юстиції в 34-му уряді Ізраїлю (2015—2019), міністр внутрішніх справ у 36-му уряді Ізраїлю з 13 червня 2021 року.

## Біографія
Аєлет Бен Шауль) народилася 7 травня в Тель-Авіві. Її мати — шкільна вчителька, батько — бухгалтер. Проходила службу в Армії оборони Ізраїлю інструкторкою із виховної роботи («машакіт хінух», מש"קית חינוך) в піхотній бригаді «Голані». Закінчила Тель-Авівський університет зі ступенем бакалавра з електроніки та комп'ютерних наук. Працювала програмісткою, а потім менеджеркою з маркетингу в ізраїльському відділенні компанії Texas Instruments.
2006 року зайнялася політичною діяльністю, з 2006 до 2008 року керувала канцелярією Беньяміна Нетаньягу, який обіймав тоді пост лідера опозиції. У січні 2012 року була обрана до центрального комітету Лікуду, але вже в червні перейшла до партії «Єврейський дім». У січні 2013 року обрана депутаткою кнесету 19-го скликання, а в березні 2015 — переобрана до кнесету 20-го скликання. 14 травня 2015 року призначена міністром юстиції Ізраїлю.